# Polygonatum infundiflorum
Polygonatum infundiflorum är en sparrisväxtart som beskrevs av Y.S.Kim, B.U.Oh och C.G.Jang. Polygonatum infundiflorum ingår i släktet ramsar, och familjen sparrisväxter. Inga underarter finns listade i Catalogue of Life.